# العیور
العیور (به عربی: العیور) یک روستا در سوریه است که در ناحیه مرکزی سلمیه واقع شده‌است. العیور ۸۴۳ نفر جمعیت دارد.